# Nõmme (Haapsalu)
Nõmme is een plaats in de Estlandse gemeente Haapsalu, provincie Läänemaa. De plaats heeft de status van dorp (Estisch: küla).
Tot in oktober 2017 behoorde Nõmme tot de gemeente Ridala. In die maand werd Ridala samengevoegd met de stad Haapsalu tot de gemeente Haapsalu.

## Bevolking
De ontwikkeling van het aantal inwoners blijkt uit het volgende staatje:
| Jaar            | 2011 | 2017 | 2019 | 2021 |
| --------------- | ---- | ---- | ---- | ---- |
| Aantal inwoners | 26   | 38   | 42   | 36   |

## Ligging
De plaats grenst aan de twee kanten aan de zee, het noorden en het westen. Die zee is Väinameri, het water tussen de eilanden Muhu, Saaremaa, Hiiumaa en Vormsi en het Estische vasteland, dat onderdeel uitmaakt van de Oostzee. Aan de noordkant van Nõmme begint de Baai van Haapsalu, een onderdeel van Väinameri.
Aan de noordkust van de plaats ligt een aantal kapen. De meest prominente zijn Pinukse nukk in het westen en Pullapää in het oosten. Op Pullapää staat een monument voor tsaar Alexander III van Rusland, die deze plaats bezocht heeft. Het monument werd onthuld op 25 januari 1896 en bestond toen uit een marmeren zuil met een portret van de tsaar in een medaillon en een plaat met een tekst. De zuil werd bekroond met drie uien. De zuil werd het doelwit van vandalisme in het revolutiejaar 1917 en raakte zwaar beschadigd. Pas in de 21e eeuw werd begonnen met de restauratie van het monument. In de jaren tien werden drie uien teruggeplaatst.
Binnen het dorp ligt het natuurgebied Pullapää panga hoiuala, een moerasgebied van 27 ha met een ondergrond van kalksteen. De kuststrook valt onder het natuurgebied Väinamere hoiuala (1738 km²).

## Geschiedenis
Pullapää (Duits: Pullapae) was een apart dorp, dat ouder was dan Nõmme zelf. Het werd in 1391 voor het eerst genoemd als Pullenpe en werd toen bewoond door Zweden. In 1798 werd het dorp onder de naam Pullapa een Hoflage, een niet-zelfstandig landgoed, onder Linden (Estisch: Ungru).
Nõmme werd pas als zelfstandige plaats vermeld in 1913 onder de naam Немекюла, de cyrillische versie van Nõmmeküla (‘dorp Nõmme’). In 1939 stond Nõmme onder zijn huidige naam op de lijst van dorpen.
Het dorp Pullapää verdween in 1939 van de kaart om plaats te maken voor een Sovjet-luchtmachtbasis, die ook delen van de huidige dorpen Rohuküla en Kiltsi omvatte. Daarbij verdween ook het dorp Ungru, waar het centrum van het landgoed Linden had gelegen. De ruïne van het landgoed ligt nu in Kiltsi. Pas in 1994 vertrokken de laatste Sovjetmilitairen uit Estland.
Tussen 1977 en 1997 maakte Nõmme deel uit van het buurdorp Rohuküla. In 1997 werd Nõmme weer een zelfstandig dorp en werd ook het eiland Hobulaid, dat bij Nõmme had gehoord, onder de naam Hobulaiu voor het eerst een zelfstandig dorp.

## Foto's

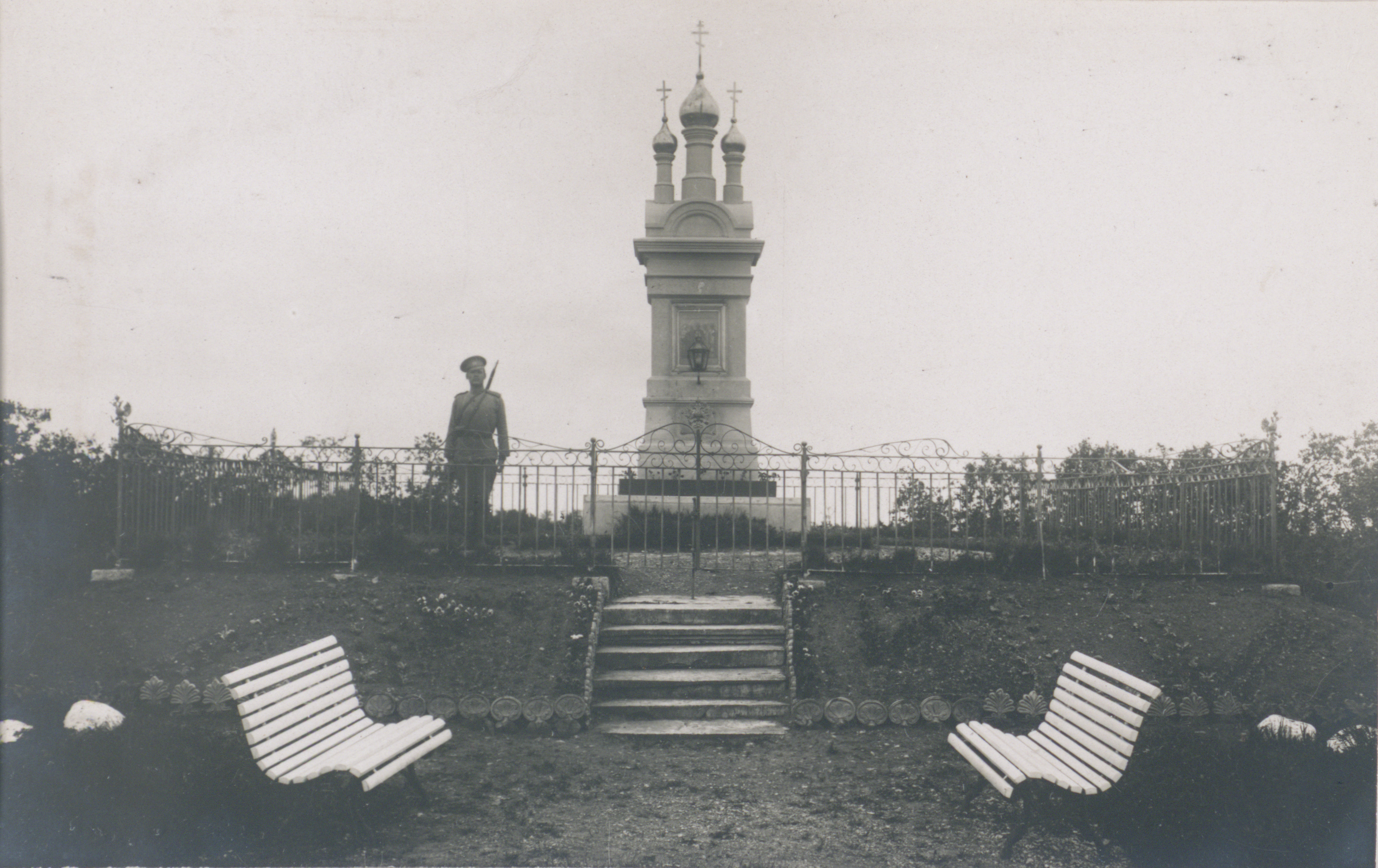
Het monument voor tsaar Alexander III rond 1900
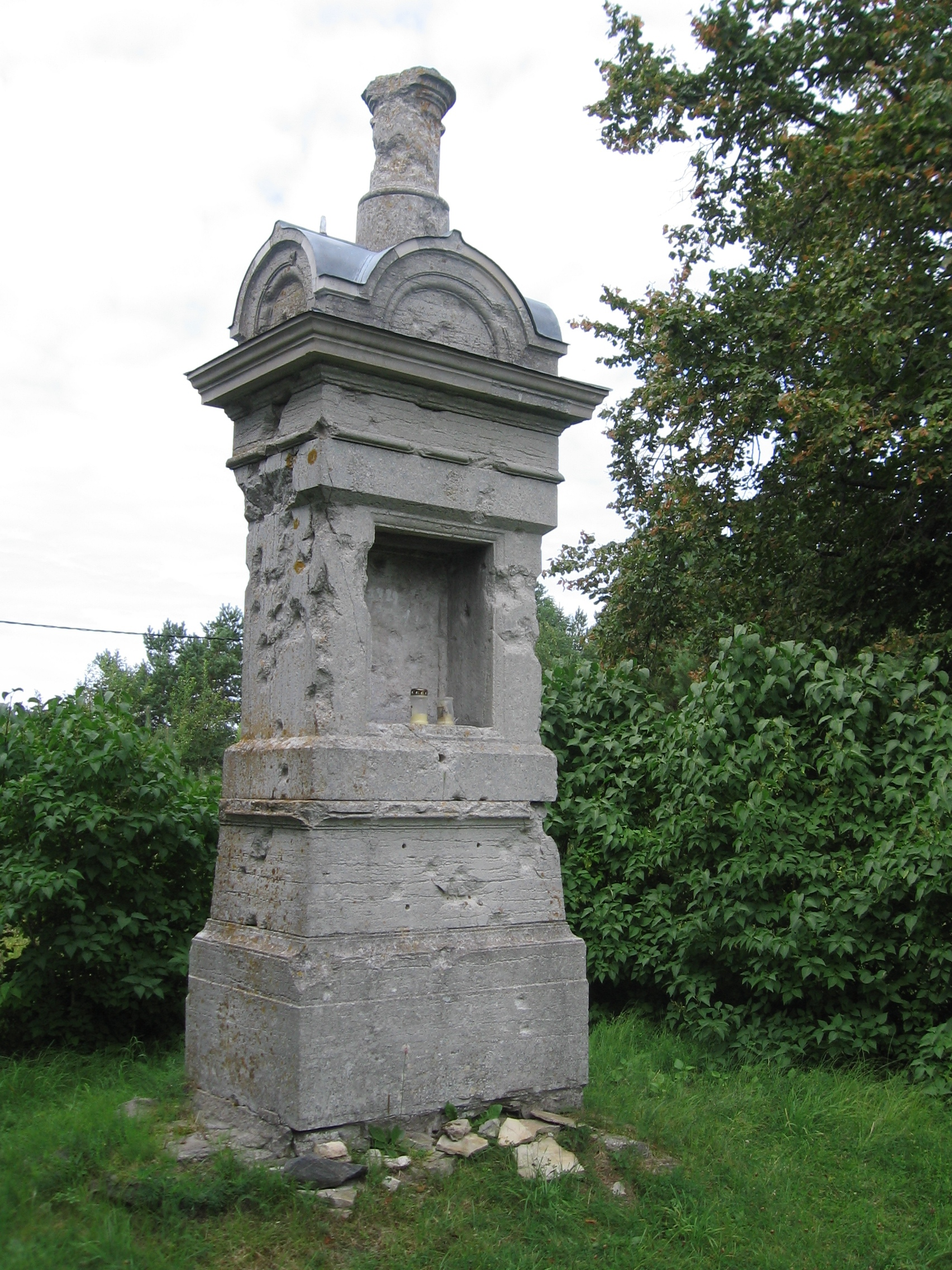
Het monument voor tsaar Alexander III in 2012
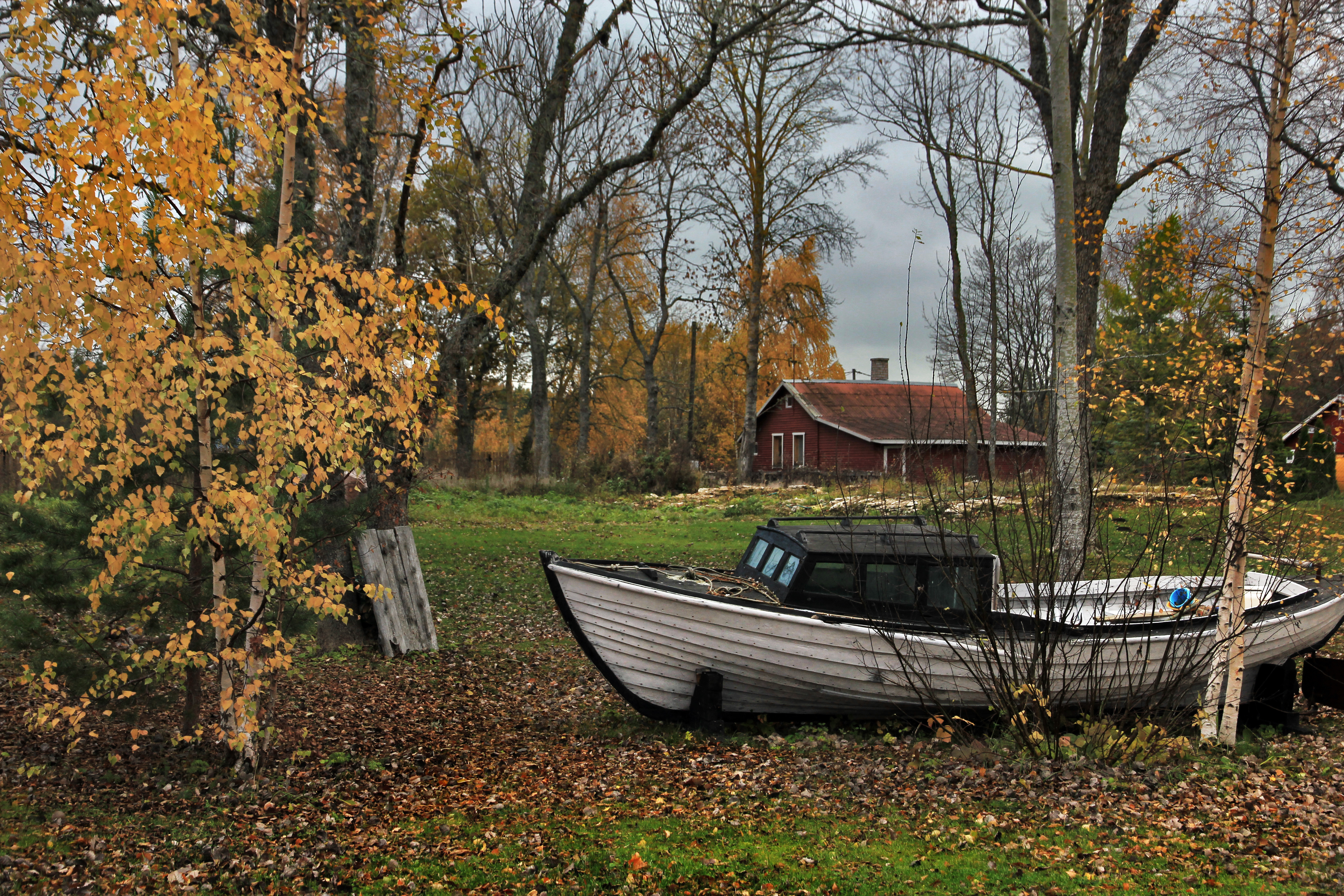
Boot op het droge bij Pullapää
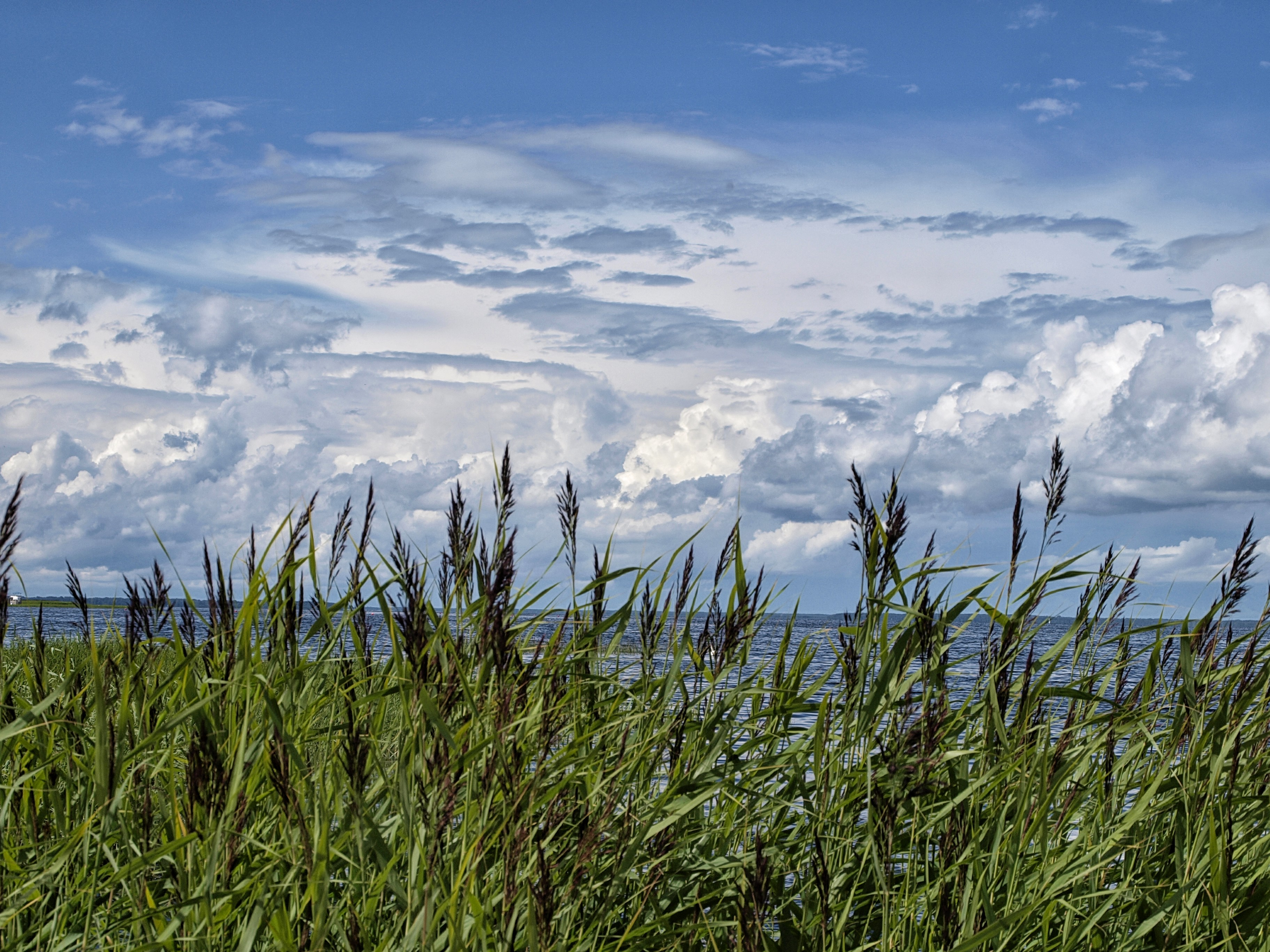
De kust van Pullapää